# پل شهاره
پل شهاره یک پل تاریخی در روستای شهاره ناحیه شهاره استان عمران یمن است.

## نگارخانه

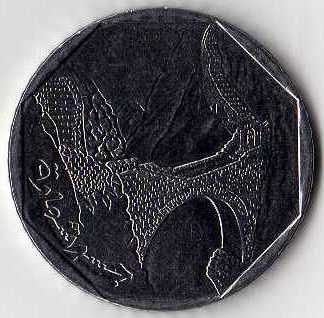
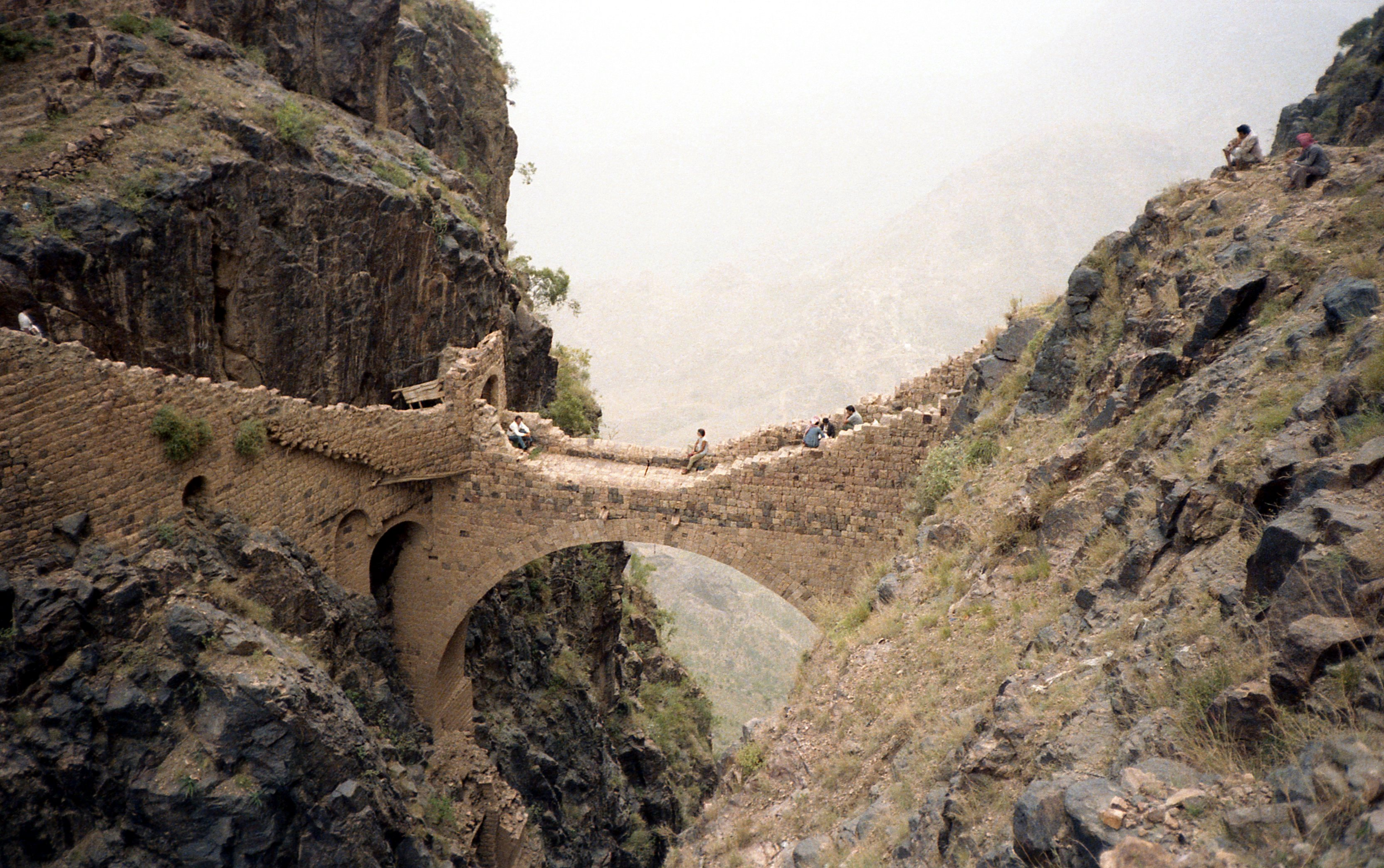
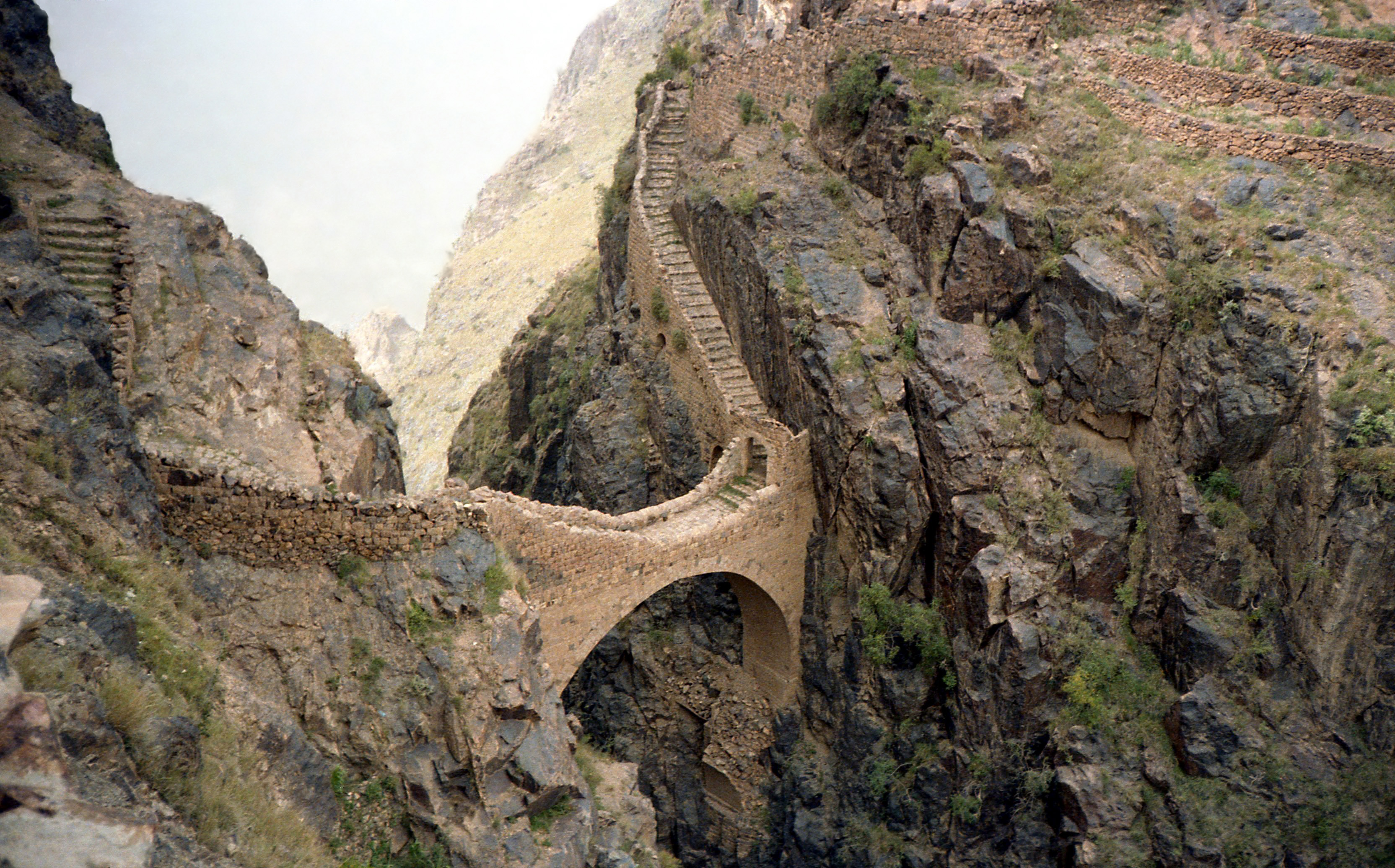

## بن‌مایه
- همکاری‌کنندگان ویکی‌پدیا، «جسر شهارة»، ویکی‌پدیای عربی، دانشنامهٔ آزاد (بازیابی ۰۶ بهمن ۱۳۹۷).